# Can Carós del Rech
Can Carós del Rech és un monument del municipi de Santa Coloma de Farners (Selva) inclòs en l'Inventari del Patrimoni Arquitectònic de Catalunya.

## Descripció
Es tracta d'una casa formada per dos cossos. La part original és una masia típica, de dues plantes, amb coberta a dues vessants a laterals i cornisa catalana. La porta principal és d'arc de mig punt, adovellada. Al pis superior, les finestres són gòtiques amb arc conopial, d'entre elles destaca la central molt més treballada, amb arc conopial gòtic i dentat amb arquets, les impostes són decorades. La finestra de la planta baixa, a la dreta és amb ampit, brancals i llinda rectangular de pedra monolítica. El parament és arrebossat i pintat de blanc.
La tercera part esquerra de la casa correspon a un altre habitatge, de construcció nova, que es va afegir més tard, al segle xx, aprofitant una part de l'antiga però sense mantenir l'estructura. L'interior és totalment reformat i la porta metàl·lica del garatge, amaga la porta original, amb dovelles de pedra monolítica.
Destaca a la façana un rellotge de sol, de ceràmica blanc i blau amb l'any de la remodelació fet per Vicens 1996.
A pocs metres, davant l'edifici, encara es conserva l'antic paller, el qual s'utilitza com a porxo per als cotxes.